# Pol Amat

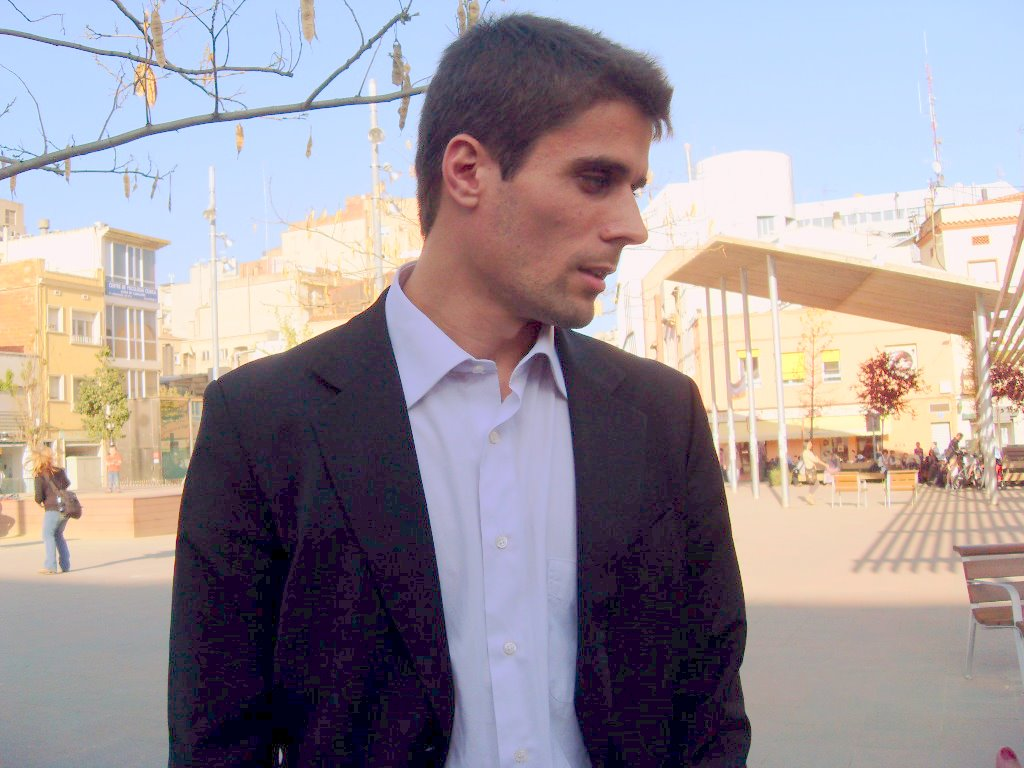
Pol Amat (2009)

Pablo „Pol“ Amat Escudé (* 18. Juni 1978 in Barcelona) ist ein ehemaliger spanischer Hockeyspieler. Er belegte bei den Olympischen Spielen 1996 und 2008 mit der spanischen Nationalmannschaft den zweiten Platz, war 1998 Weltmeisterschaftszweiter und 2005 Europameister.

## Karriere
Pol Amat begann seine internationale Karriere bei den Olympischen Spielen 1996 in Atlanta. Die Spanier gewannen ihre Vorrundengruppe trotz einer Niederlage gegen die indische Mannschaft. Mit einem 2:1-Halbfinalsieg über die australische Mannschaft erreichten die Spanier das Finale gegen die Mannschaft der Niederlande, dort unterlagen die Spanier mit 1:3. Zwei Jahre danach bei der Weltmeisterschaft in Utrecht belegten die Spanier in der Vorrunde den zweiten Platz hinter Australien. Nach einem 3:0 über die Deutschen im Halbfinale trafen die Spanier im Finale wieder auf die niederländische Auswahl. Die Niederländer siegten nach Verlängerung 3:2. Bei den Olympischen Spielen 2000 in Sydney belegten die Spanier den neunten Platz.
Zwei Jahre danach schnitt die spanische Mannschaft bei der Weltmeisterschaft in Kuala Lumpur mit einem elften Platz auch nicht erfolgreich ab. 2003 fand die Europameisterschaft in Barcelona statt. Erstmals seit der Europameisterschaft 1974 in Madrid gewannen die Spanier wieder eine Medaille, als sie erst im Finale mit 5:6 gegen die deutsche Mannschaft verloren. Im Jahr darauf bei den Olympischen Spielen in Athen gewannen die Spanier ihre Vorrundengruppe vor den Deutschen. Nach einer 3:6-Niederlage gegen die Australier im Halbfinale trafen die Spanier im Spiel um den dritten Platz wieder auf die Deutschen und unterlagen 3:4 nach Sudden Death in der Nachspielzeit durch ein Tor von Björn Michel.
2005 bei der Europameisterschaft in Leipzig trafen die Spanier im Halbfinale auf die deutsche Mannschaft und gewannen 3:2, im Finale bezwangen sie die Niederländer mit 4:2. Im Jahr darauf fand auch die Weltmeisterschaft 2006 in Deutschland statt, nämlich in Mönchengladbach. Die Spanier belegten in der Vorrunde den zweiten Platz hinter den Australiern. Im Halbfinale unterlagen sie den Deutschen nach Siebenmeterschießen, gewannen aber die Bronzemedaille durch ein 3:2 gegen die südkoreanische Mannschaft. 2007 bei der Europameisterschaft in Manchester bezwangen die Spanier im Halbfinale die deutsche Mannschaft nach Verlängerung und Penaltyschießen. Im Finale unterlagen sie den Niederländern mit 2:3. 2008 nahm Pol Amat zum vierten Mal an Olympischen Spielen teil. Die Spanier unterlagen in der Vorrunde den Deutschen mit 0:1, belegten aber den ersten Platz ihrer Vorrundengruppe. Im Halbfinale besiegten die Spanier die Australier mit 3:2. Im Finale trafen sie wieder auf das deutsche Team und verloren mit 0:1. Pol Amat wurde 2008 als erster und bis heute (Stand 2020) einziger Spanier zum Welthockeyspieler gekürt.
Pol Amat belegte mit der spanischen Mannschaft den fünften Platz bei der Weltmeisterschaft 2010 in Neu-Delhi. 2012 in London nahm Amat zum fünften Mal an Olympischen Spielen teil. Nach einem dritten Platz in ihrer Vorrundengruppe erreichten die Spanier am Ende den sechsten Platz.
Pol Amat spielte in der spanischen Liga zunächst für den Club Egara aus Terrassa, später wechselte er zum Real Club de Polo de Barcelona, kehrte aber 2008 zurück. Für den Club Egara waren bereits sein Vater Francisco Amat und dessen Brüder Pedro, Jaime und Juan angetreten. Jaimes Sohn Jaime spielte von 1996 bis 2000 mit Pol in der Spanischen Nationalmannschaft. 
Bei den vier olympischen Medaillengewinnen der spanischen Herrenmannschaft zwischen 1960 und 2008 war jeweils mindestens ein Spieler aus der Familie Amat dabei. 1960 in Rom gewann Pedro Amat Bronze, 1980 in Moskau erhielt Juan Amat Silber, 1996 in Atlanta waren Jaime und Pol Olympiazweite und 2008 in Peking erhielt Pol seine zweite olympische Silbermedaille.